# Astronomische spectroscopie

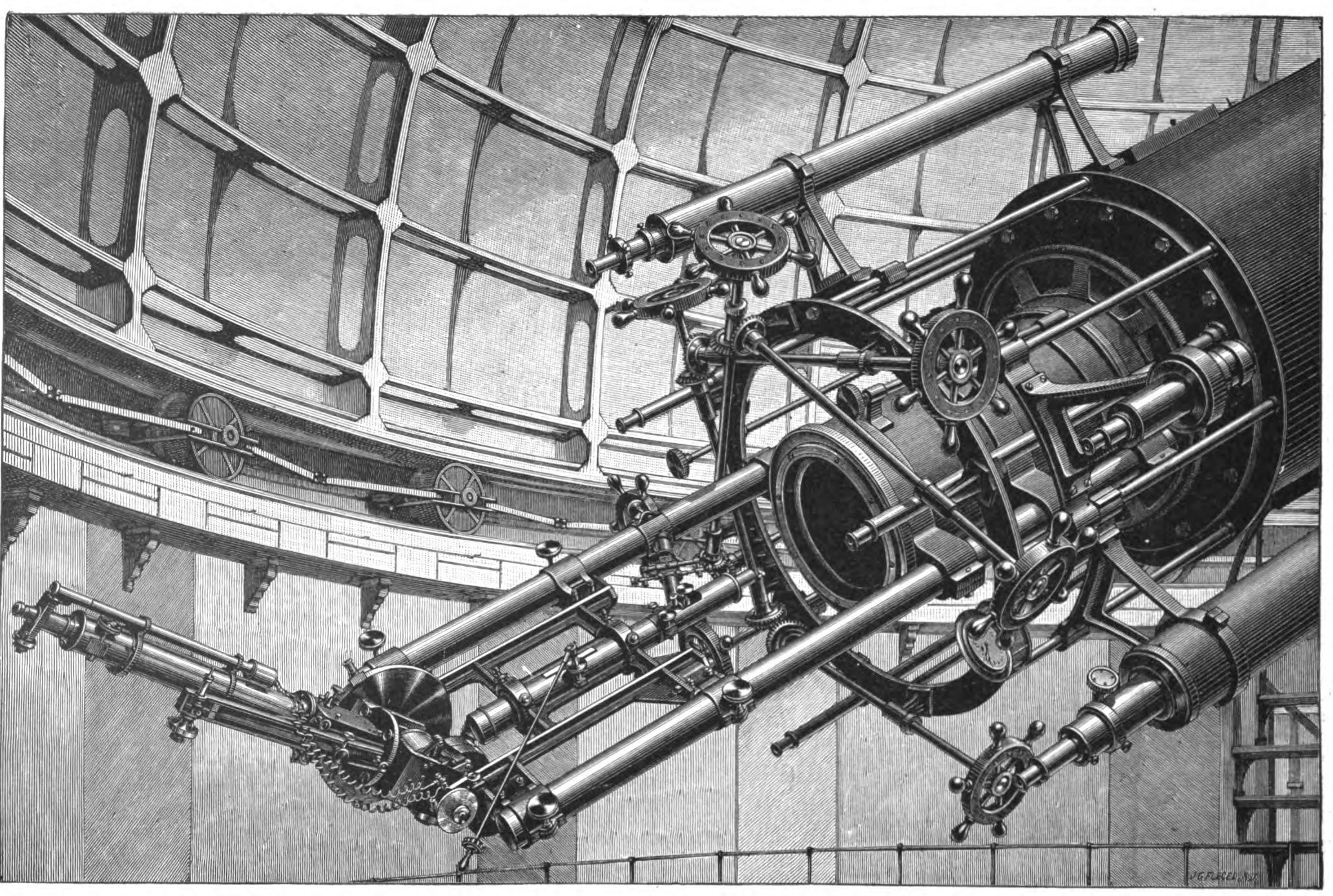
De sterrenspectroscoop van het Lick Observatory in 1898. Ontworpen door James Keeler en vervaardigd door John Brashear.

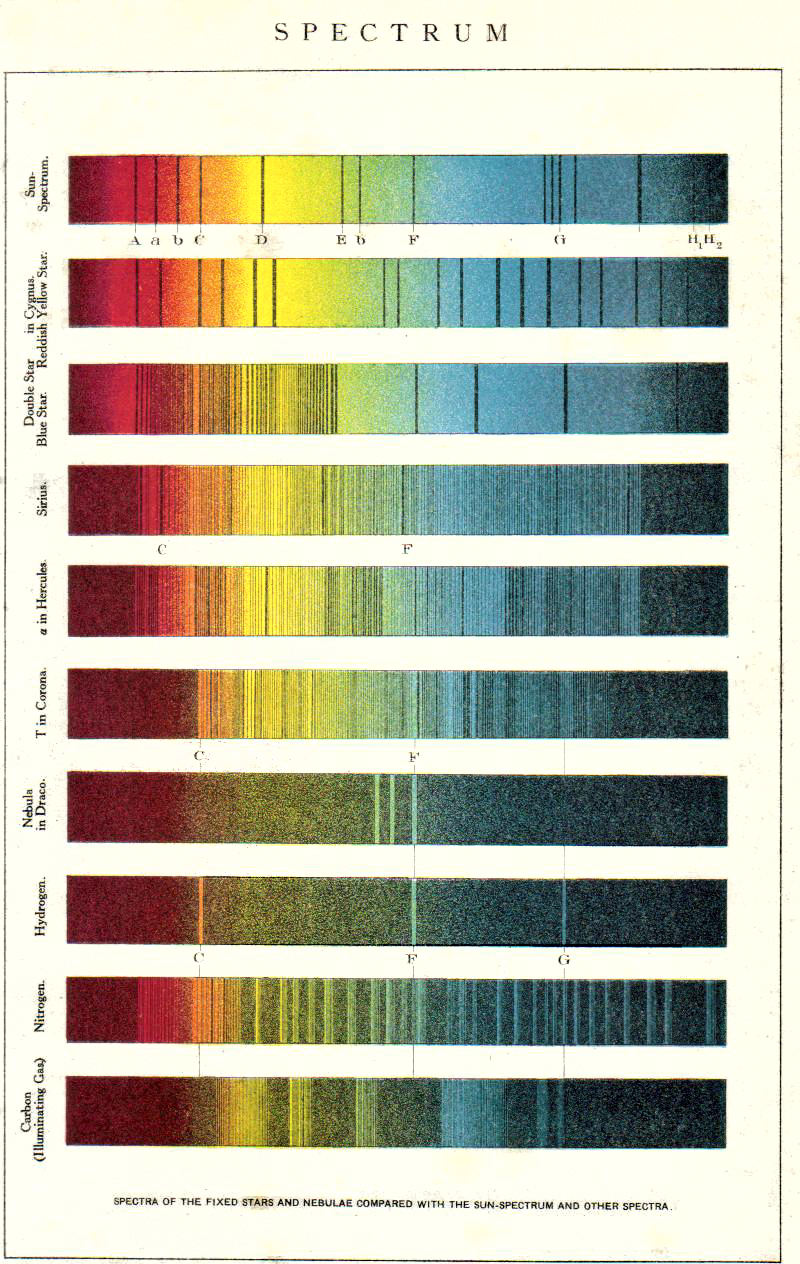
Spectra van de zon, sterren en andere objecten

Astronomische spectroscopie is het onderzoek in de astronomie dat gebruik maakt van de techniek spectroscopie. Dit zijn metingen aan het elektromagnetisch spectrum van elektromagnetische straling, inclusief zichtbaar licht. In de astronomische spectrografie wordt de stralingsenergie die ontstaat uit sterren en andere hemelobjecten gemeten en onderzocht. Zo'n spectrale analyse kan vele eigenschappen van sterren blootleggen, zoals hun chemische opmaak, temperatuur, dichtheid, massa, afstand, lichtkracht en relatieve snelheid aan de hand van het dopplereffect. Spectroscopie wordt ook gebruikt om gegevens te verzamelen van andere hemelobjecten zoals planeten, nevels en gaswolken, sterrenstelsels en actieve sterrenstelsels.

## Achtergrond

De mate waarin elektromagnetische straling door de atmosfeer van de Aarde kan doordringen.

Astronomische spectrografie wordt gebruikt om straling te meten op alle golflengten van radiostraling tot röntgenstraling of zelfs gammastraling. Er zijn verschillende methodes beschikbaar om aparte gedeeltes van het spectrum te meten. Ozon (O3) en het zuurstofmolecuul (O2) absorberen elektromagnetische straling met een golflengte korter dan 380 nanometer, waardoor het opvangen van röntgenstraling en ultraviolet licht alleen kan via een ballon, luchtvaartuig of een satelliet. Radiostraling heeft een veel langere golflengte dan zichtbaar licht, en behoeft slechts een radiotelescoop voor de detectie. Infrarood straling wordt door het water en de koolstofdioxide in de atmosfeer geabsorbeerd, dus hoewel het instrumentarium gebruikt voor deze detectie grotendeels overeenkomt met de apparatuur voor zichtbaar licht, zijn we toch afhankelijk van satellieten om ze uit het heelal op te kunnen vangen.

### Optische spectrografie

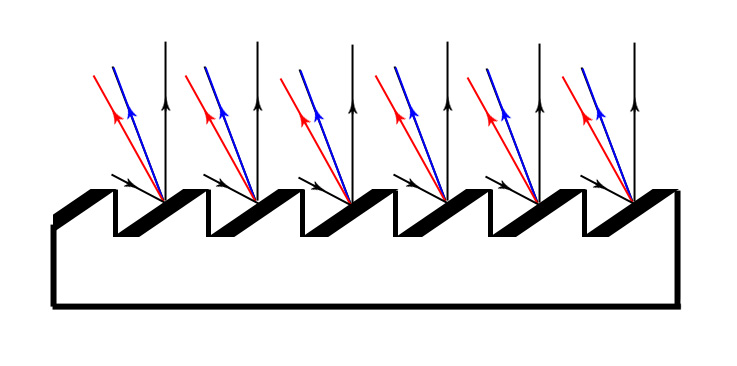
Het invallende licht reflecteert in dezelfde hoek (zwarte lijnen), maar een klein gedeelte van het licht wordt als gekleurd licht gereflecteerd.

Wetenschappers zijn al bezig met het licht te bestuderen vanaf het moment dat Isaac Newton een eenvoudig prisma tegen het zonlicht hield. In het begin van de 19e eeuw heeft de glasmaker Joseph von Fraunhofer zijn vaardigheden gebruikt om uiterst precieze prisma's te produceren, welke hem in staat stelde om de Fraunhoferlijnen te ontdekken. Niet lang daarna combineerde hij het prisma en de telescoop om de spectra van Venus, de Maan, Mars, en een aantal sterren, waaronder Betelgeuze te bestuderen; zijn bedrijf bleef hoog kwalitatieve refractortelescopen fabriceren en verkopen gebaseerd op zijn ontwerp totdat het sloot in 1884.
In een spectrograaf wordt licht na dispersie opgevangen door een detector. Vroeger werden hiervoor fotografische platen gebruikt, tot de uitvinding van elektronische detectoren, tegenwoordig gebruikt men veelal een CCD.
Zie ook radioastronomie en röntgenastronomie.

## De sterren en hun eigenschappen

### Chemische eigenschappen

Continu spectrum

Emissielijnen

Absorptielijnen

Newton gebruikte een prisma om wit licht in een spectrum in kleuren te splitsen, met de verbeterde prisma's van Fraunhofer konden wetenschappers donkere lijnen in kleurspectra ontdekken. In de jaren vijftig van de 19e eeuw beschreven Gustav Kirchhoff en Robert Bunsen dit fenomeen van donkere lijnen. Een verhit vast object zendt licht uit met een continu spectrum, hete gassen zenden licht uit met specifieke golflengten, hete vaste objecten die omgeven zijn door koelere gassen vertonen een bijna continu spectrum met donkere lijnen die overeenkomen met het emissiespectrum van die gassen. Door deze absorptielijnen van de zon met de emissielijnen van bekende gassen te vergelijken, kan de chemische opmaak van de zon en van sterren worden bepaald.
De meest gebruikte Fraunhoferlijnen, en het geassocieerde element, staan in de onderstaande tabel. De eerste Balmerlijnen staan tussen haakjes.
| Duiding | Element | Golflengte (nm) |
| ------- | ------- | --------------- |
| y       | O2      | 898,765         |
| Z       | O2      | 822,696         |
| A       | O2      | 759,370         |
| B       | O2      | 686,719         |
| C (Hα)  | H       | 656,281         |
| a       | O2      | 627,661         |
| D1      | Na      | 589,592         |
| D2      | Na      | 588,995         |
| D3 or d | He      | 587,5618        |
| e       | Hg      | 546,073         |
| E2      | Fe      | 527,039         |
| b1      | Mg      | 518,362         |
| b2      | Mg      | 517,270         |
| b3      | Fe      | 516,891         |
| b4      | Mg      | 516,733         |

| Duiding | Element | Golflengte (nm) |
| ------- | ------- | --------------- |
| c       | Fe      | 495,761         |
| F (Hβ)  | H       | 486,134         |
| d       | Fe      | 466,814         |
| e       | Fe      | 438,355         |
| G' (Hγ) | H       | 434,047         |
| G       | Fe      | 430,790         |
| G       | Ca      | 430,774         |
| h (Hδ)  | H       | 410,175         |
| H       | Ca+     | 396,847         |
| K       | Ca+     | 393,368         |
| L       | Fe      | 382,044         |
| N       | Fe      | 358,121         |
| P       | Ti+     | 336,112         |
| T       | Fe      | 302,108         |
| t       | Ni      | 299,444         |

Niet alle elementen van de zon konden direct geïdentificeerd worden. Twee voorbeelden worden hieronder beschreven:
- In 1868 ontdekten Norman Lockyer en Pierre Janssen onafhankelijk van elkaar een spectraallijn naast de dubbele natriumlijn (D1 en D2), wat Lockyer als een nieuw element beschouwde. Hij noemde het helium, pas in 1895 werd er ook helium op aarde ontdekt.
- In 1869 ontdekten de astronomen Charles Augustus Young en William Harkness onafhankelijk van elkaar een nieuwe groene emissielijn in de corona van de zon tijdens een eclips. Dit "nieuwe" element werd gedoopt tot "coronium", naar de vindplaats ervan. Pas in 1930 ontdekten Walter Grotrian en Bengt Edlén dat de spectraallijn met golflengte 530,3 nm veroorzaakt werd door extreem geïoniseerde ijzerionen (Fe13+). Andere opmerkelijke spectraallijnen worden ook veroorzaakt door hoog geladen ionen, zoals die van nikkel en calcium; deze ionisatietoestand is een resultaat van de extreem hoge temperatuur van de corona.

Tot op heden zijn er meer dan 20.000 absorptielijnen van de zon bekend tussen 293,5 en 877,0 nanometer, echter zijn slechts 75% van deze lijnen geïdentificeerd met absorptielijnen van elementen.
Door de breedte van elke spectraallijn in een emissiespectrum te analyseren kan men zowel de elementen identificeren als hun relatieve hoeveelheid bepalen. Met deze informatie over hun samenstelling maakt men onderscheid tussen sterren van populatie I, II en III; populatie I zijn de jongste sterren en hebben het hoogste gehalte metalen (zoals onze zon), populatie II hebben deze een stuk minder, en de theoretische populatie III sterren zouden een uiterst laag gehalte hebben.

### Grootte en temperatuur

Zwarte straler waarden voor verschillende temperaturen.

In 1860 opperde Gustav Kirchhoff het idee van een zwarte straler of zwart lichaam, een materiaal dat elektromagnetische straling op alle golflengten uitzend.
In 1894 formuleerde Wilhelm Wien een constante die de relatie van de temperatuur (T) met de golflengte van de emissiepiek aantoont (λmax): {\displaystyle \lambda _{\text{max}}T=b}. Hierin is b een evenredigheid, de constante van Wien, gelijk aan 2,897 77 · 10−3 mK. Deze vergelijking heet de verschuivingswet van Wien. Door de golflengte te bepalen van de piek in het emissiespectrum kan de oppervlaktetemperatuur van een ster bepaald worden. Als bijvoorbeeld de emissiepiek op 502 nanometer wordt bepaald, is de bijbehorende temperatuur 5778 kelvin.
De lichtkracht van een ster is het totaal van vermogen aan uitgezonden elektromagnetische straling per tijdseenheid. De lichtkracht wordt uitgedrukt in watt of in eenheden van de lichtkracht van de zon (L☉). Lichtkracht (L) kan een relatie tot de temperatuur hebben volgens de formule: {\displaystyle L=4\pi R^{2}\sigma T^{4}} waarbij R de straal van de ster is en σ is de constante van Stefan-Boltzmann, dus:  σ = 5,670 367(13) · 10−8 J s−1 m−2 K−4. Hiermee kan de straal van een ster worden berekend wanneer de lichtkracht en temperatuur bekend zijn.

## Sterrenstelsels

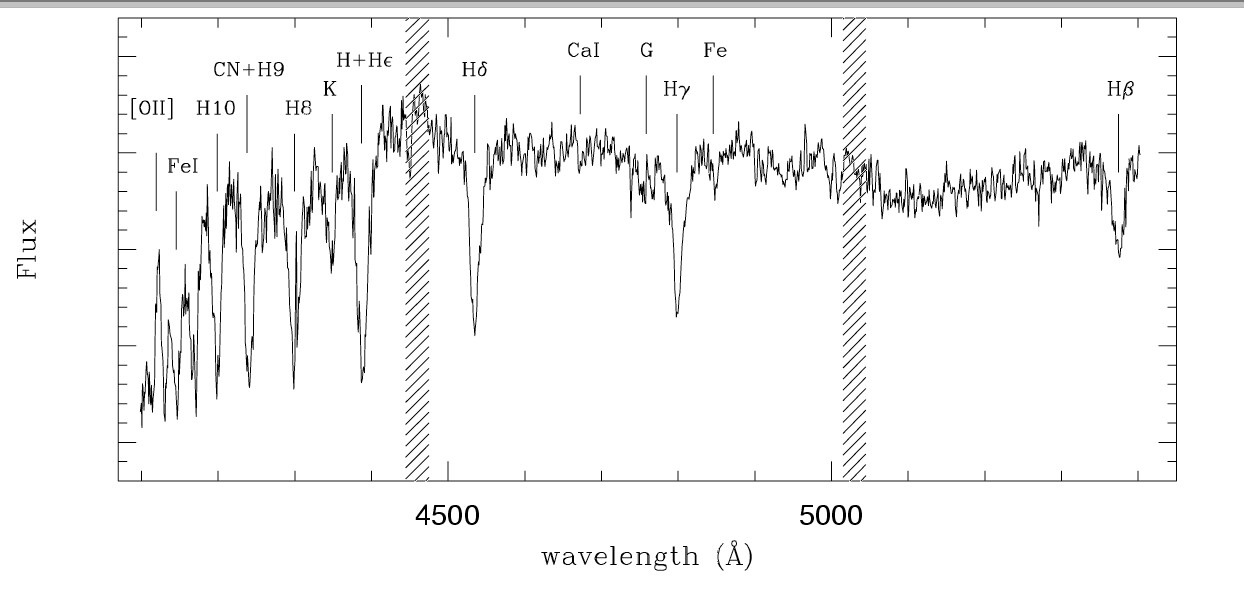
Het spectrum van een sterrenstelsel met de identificatie van spectraallijnen

De spectra van sterrenstelsels lijken op die van sterren, omdat ze bestaan uit het licht van miljarden sterren.
Onderzoek naar het dopplereffect in de spectra van clusters door Fritz Zwicky in 1937 toonde aan dat de meeste sterrenstelsels onderling veel sneller bewogen dan wat voor mogelijk werd gehouden met inachtneming van wat men wist van de massa van deze stelsels. Zwicky hypothetiseerde dat er een grote hoeveelheid onzichtbare materie in clusters van sterrenstelsels moet zitten, wat bekend werd onder de naam donkere materie. Sinds deze ontdekking hebben astronomen bepaald dat een groot gedeelte van sterrenstelsels (en ook het heelal) moet bestaan uit deze donkere materie. In 2003 is echter aangetoond dat 4 sterrenstelsels, namelijk Messier 105, NGC 4697, NGC 4494 en NGC 821, zeer weinig of helemaal geen donkere materie bevatten, gelet op de beweging van hun sterren. Hoe dit mogelijk is, is een mysterie.
In de jaren vijftig van de 20e eeuw werden sterke radiobronnen uit het heelal gevonden die correspondeerden met de positie van zeer vage, erg rode objecten. Toen het eerste emissiespectrum van deze objecten werd onderzocht, vond men absorptielijnen waar die niet verwacht werden. Men kwam als snel tot de conclusie dat de observaties normale spectra van sterrenstelsels waren, maar met een grote roodverschuiving. Deze werden "quasi-stellar radio sources" genoemd, kortweg quasar, door Hong-Yee Chiu in 1964. Men gaat er tegenwoordig van uit dat het hier gaat om sterrenstelsels die in het vroege universum gevormd zijn, met supermassieve zwarte gaten in de kern die een extreme hoeveelheid energie uitstralen. Heldere sterren kunnen handig zijn bij de afstandsbepaling naar zo'n stelsel en kunnen zelfs een nauwkeurigere manier zijn dan bewegingsparallax en andere astronomische afstandsmetingen.

## Het interstellair medium
Het interstellair medium is de materie dat de ruimte inneemt in het heelal tussen stersystemen in sterrenstelsels. Hiervan bevindt 99% zich in gasvorm, plasmavorm, of als bose-einsteincondensaat (voor het gemak wordt deze toestand over het algemeen simpelweg als 'gas' aangeduid) – het bestaat uit waterstof, helium, en kleine hoeveelheden van andere geïoniseerde elementen zoals zuurstof. De overige 1% zijn stofdeeltjes, deze worden aangenomen hoofdzakelijk te bestaan uit grafiet, silicaat en ijs. Wolken van gas noemt men nevels en gaswolken.

### Nevels en gaswolken
Men onderscheidt drie typen nevels: absorptienevels, reflectienevels en emissienevels. Absorptienevels bestaan uit dusdanig grote hoeveelheden stof en gas dat ze het waarnemen van sterren achter hun gelegen bemoeilijken. Reflectienevels, zoals hun naam reeds doet vermoeden, reflecteren het licht van nabijgelegen sterren. Hun spectraallijnen komen overeen met die van de nabijgelegen sterren, alhoewel het licht blauwer is; korte golflengten verstrooien gemakkelijker dan langere, oftewel door de rayleighverstrooiing. Emissienevels zenden licht uit in specifieke golflengten afhankelijk van hun chemische opmaak.

### Gasachtige emissienevels
Niet alle emissienevels bevinden zich in de nabijheid van sterren waar ze worden opgewarmd en geïoniseerd. Het grootste gedeelte van deze nevels ontstaan uit neutraal waterstof. In de grondtoestand heeft waterstof twee mogelijke spintoestanden: het elektron heeft of hetzelfde, of een tegengestelde spin als het proton. Als een atoom overgaat van de ene naar de andere spintoestand, wordt een emissielijn uitgezonden bij een golflengte van 21 cm. Deze golflengte valt in het radiobereik en kan zeer nauwkeurig worden onderzocht.
- De snelheid van de nevel kan met het dopplereffect gemeten worden.
- De intensiteit van de 21 cm lijn geeft de dichtheid en de hoeveelheid atomen weer.
- De temperatuur kan berekend worden.

Met deze informatiebronnen is de vorm van het Melkwegstelsel bepaald als een spiraalstelsel, hoewel de exacte hoeveelheid en positie van de spiraalarmen nog steeds verder wordt onderzocht.

### Complexe moleculen
Stof en moleculen in het interstellaire medium veroorzaken absorptie- of emissielijnen. Hun spectrale eigenschappen komen voort uit de overgang van elektronen van verschillende energieniveaus, of bij rotatie- of vibratiespectra. Detectie vindt gewoonlijk plaats in radio, microgolf of het infrarode gedeelte van het spectrum. De chemische reacties die deze moleculen vormen kunnen plaatsvinden in koude diffuse wolken of in een hete omgeving zoals in een nova of supernova van een witte dwerg. Polycyclische aromatische koolwaterstoffen zoals acetyleen (C2H2) klonteren veelal samen om grafieten of andere roetachtige materie te vormen, maar andere organische verbindingen zoals aceton ((CH3)2CO) en buckminsterfullereen (C60 and C70) zijn ook ontdekt.

## Beweging in het heelal

Roodverschuiving en blauwverschuiving

Sterren en interstellair gas worden door zwaartekracht geforceerd om sterrenstelsels te vormen, en groepen sterrenstelsels in clusters. Met de uitzondering van de sterren in het Melkwegstelsel en de stelsels in de Lokale Groep, bewegen bijna alle sterrenstelsels van ons af vanwege de metrische uitdijing van de ruimte.

### Dopplereffect en roodverschuiving
De beweging van objecten in de ruimte kan worden bepaald door hun emissiespectrum te onderzoeken. Vanwege het dopplereffect zullen objecten die naar de aarde bewegen, een blauwverschuiving vertonen en die van ons af bewegen, een roodverschuiving in het spectrum hebben. De golflengte van roodverschuiving is langer, waardoor de bron er roder uitziet. Voor een blauwverschuivende bron is het omgekeerde waar en lijkt ze blauwer:
{\displaystyle {\frac {\lambda -\lambda _{0}}{\lambda _{0}}}={\frac {v_{0}}{c}}}
waarbij {\displaystyle \lambda _{0}} de uitgezonden golflengte voorstelt, {\displaystyle v_{0}} de snelheid van het object, de {\displaystyle \lambda } is de waargenomen golflengte. Met v<0 wordt λ<λ0 aangegeven, een blauwverschoven golflengte. Een roodverschoven absorptie- of emissielijn zal meer naar het rode gedeelte van het spectrum trekken dan een stationaire.
In 1913 kwam Vesto Slipher erachter dat het Andromedastelsel een blauwverschuiving heeft in het emissiespectrum, wat dus betekent dat het naar het Melkwegstelsel toe beweegt. Hij legde de emissiespectra van nog 20 sterrenstelsels vast, die alle behalve 4 een roodverschuiving vertoonden; daarmee berekende hij hun snelheden ten opzichte van de Aarde. Edwin Hubble zou deze informatie later gebruiken in combinatie met zijn eigen waarnemingen om de Wet van Hubble te formuleren: hoe verder een sterrenstelsel van de Aarde verwijderd is, hoe sneller het zich van ons af beweegt. Een generalisatie van de wet van Hubble:
{\displaystyle v=H_{0}d}
waarbij {\displaystyle v} de snelheid is, {\displaystyle H_{0}} de hubbleconstante en {\displaystyle d} de afstand van de Aarde.
Roodverschuiving (z) volgt de volgende vergelijkingen:
| Op basis van golflengte                                                                                           | Op basis van frequentie                                                                       |
| --- | --------------------------------------------------------------------------------------------- |
| {\displaystyle z={\frac {\lambda _{\mathrm {geobsv} }-\lambda _{\mathrm {uitgz} }}{\lambda _{\mathrm {uitgz} }}}} | {\displaystyle z={\frac {f_{\mathrm {uitgz} }-f_{\mathrm {geobsv} }}{f_{\mathrm {geobsv} }}}} |
| {\displaystyle 1+z={\frac {\lambda _{\mathrm {geobsv} }}{\lambda _{\mathrm {uitgz} }}}}                           | {\displaystyle 1+z={\frac {f_{\mathrm {uitgz} }}{f_{\mathrm {geobsv} }}}}                     |

In deze vergelijkingen is {\displaystyle f} het symbool voor frequente en {\displaystyle \lambda } voor de golflengte. Hoe hoger de waarde van z, hoe groter de roodverschuiving en hoe verder het object van de Aarde is verwijderd. Sinds januari 2013 is met het Hubble Ultra-Deep Field de hoogst gevonden roodverschuiving z=12, wat overeenkomt met een afgelegde tijdsduur van 13 miljard jaar. Het Hubble Extreme Deep Field heeft zelfs nog sterrenstelsels van 13,2 miljard jaar vastgelegd (volgens de huidige theorieën is het heelal 13,8 miljard jaar oud). Het dopplereffect en de wet van Hubble kunnen gecombineerd worden in de volgende vergelijking met {\displaystyle c} voor de lichtsnelheid:
{\displaystyle z={\frac {v_{Hubble}}{c}}}

### Dubbelsterren

Twee sterren van verschillende grootte in een baan om hun gemeenschappelijke zwaartepunt. Het emissiespectrum verandert al naargelang de positie en snelheid van de sterren.

Net zoals planeten in het zwaartekrachtsveld van een ster vast kunnen zitten, zo kunnen sterren ook in elkaars zwaartekracht gevangen zijn. Dubbelsterren kunnen visueel zijn, dat wil zeggen dat ze waarneembaar zijn als afzonderlijke entiteiten. Anderen echter kunnen alleen met het emissiespectrum van elkaar worden gescheiden omdat ze zo dicht op elkaar staan dat ze alleen als een puntbron kunnen worden waargenomen door een telescoop. Zo'n spectroscopische dubbelster zal in het emissiespectrum waarden geven van beide sterren. Dit spectrum is het best te ontcijferen als het sterren van verschillende spectraalklasse met een overeenkomstige lichtkracht betreft.
Spectroscopicsche dubbelsterren kunnen ook geïdentificeerd worden aan de hand van hun radiële snelheid; in hun gezamenlijke omloopbaan beweegt de ene ster van de aarde af en de ander erheen, wat een dopplereffect in hun emissiespectrum veroorzaakt. De omloopbaan van een stersysteem bepaalt de magnitude van het geobserveerde effect: indien de waarnemer loodrecht op de omloopbaan zou waarnemen, zou er geen radiële snelheid te zien zijn. Net zoals men bij het observeren van een draaimolen van de zijkant objecten van zich af en naar zich toe ziet bewegen, ziet men van bovenaf alleen een beweging in horizontale richting.

## Planeten, planetoïden en kometen
Planeten, planetoïden en kometen kunnen zowel licht van een ster reflecteren als zelf elektromagnetische straling produceren. Voor objecten die omgeven worden door gas, geldt dat hun emissiespectrum absorptielijnen vertoond. Bij een planeet of maan met een dikke atmosfeer eromheen (zoals gasreuzen, Venus en Titan) komt het spectrum bijna geheel voor rekening van hun atmosfeer.

### Planeten
Het licht dat een planeet reflecteert heeft absorptielijnen van de mineralen aanwezig in rotsige oppervlakten, of van de elementen en moleculen uit hun atmosfeer. Tot op heden zijn er meer dan 3700 exoplaneten ontdekt. Dit is inclusief hete Jupiters en aardachtige planeten. Met spectroscopie zijn daar stoffen aangetoond zoals alkalimetaal, water, koolstofmonoxide, koolstofdioxide en methaan.

### Planetoïden
Planetoïden kunnen worden geclassificeerd in types aan de hand van hun spectra. De originele 3 types zijn opgesteld door Clark R. Chapman, David Morrison en Ben Zellner in 1975: de veelvoorkomende, koolstofhoudende C-type planetoïde, de wat minder ordinaire silicaathoudende S-type planetoïde en de vrij zeldzame, metaalhoudende X-type planetoïde. Deze werden verder uitgebreid door David J. Tholen in 1984 en in 2002 zijn de Tholenclassificaties verder uitgebreid aan de hand van het SMASS onderzoek met nu een totaal van 26 spectraalklassen voor planetoïden.

### Kometen

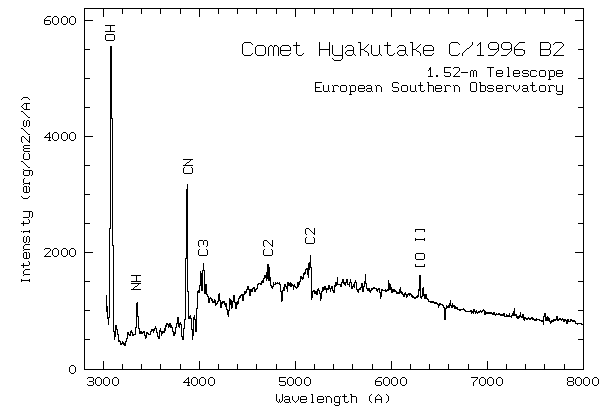
Optisch spectrum van Komeet Hyakutake.

Het spectrum van kometen bestaat uit een gereflecteerd zonlichtspectrum van de stofwolken die om de komeet hangen, maar ook van emissielijnen van gasachtige atomen en moleculen die fluoresceren in zonlicht of van chemische reacties. Bijvoorbeeld is de chemische opmaak van komeet C/2012 S1 bepaald door de duidelijke aanwezigheid van emissielijnen van cyanogeen (CN) en van (C2 en C3). Nabije kometen vertonen zelfs een emissie in het röntgenspectrum wanneer de zonnewind de coma van de komeet raakt. Deze röntgenemissielijnen van de komeet geven de eigenschappen van de zonnewind en niet die van de komeet weer.

## Bron
- Dit artikel of een eerdere versie ervan is een (gedeeltelijke) vertaling van het artikel Astronomical spectroscopy op de Engelstalige Wikipedia, dat onder de licentie Creative Commons Naamsvermelding/Gelijk delen valt. Zie de bewerkingsgeschiedenis aldaar.